# Kirchenhöhe
Kirchenhöhe ist eine Ortslage an der heutigen Landesstraße 74 in der bergischen Großstadt Wuppertal, Stadtteil Vohwinkel.

## Lage und Beschreibung
Die Ortslage liegt auf einer Höhe von 225 m ü. NHN auf dem Haßlinghauser Rücken (Wuppertaler Nordhöhen) im Norden  des Wohnquartiers Schöller-Dornap im Stadtbezirk Vohwinkel. Benachbarte Ortslagen sind Jammerhörnchen, An der Piep, Bück, Saurenhaus, Schliepershäuschen, Oberst, Schickenberg, Sandfeld, Wieden, Voßbeck, Kirchenfeld, Klein Voisberg, Radenberg und Düsselerhöhe. Schickenberg und Voßbeck, südöstlich und südwestlich von Kirchenhöhe, sind im Lauf des 20. Jahrhunderts durch den Kalksteinabbau wüst gefallen.

## Geschichte
Auf der Topographischen Aufnahme der Rheinlande von 1824 ist die Ortslage mit Jammerhorn beschriftet, auf der Preußischen Uraufnahme von 1843 mit Jammerhörnchen. Ab dem Messtischblatt von 1892 ist der Ort mit Kirchenhöhe beschriftet. Hier zweigte ein Altweg nach Schickenberg südöstlich ab. Ab den Karte 1983 fiel die Beschriftung mit Kirchenhöhe, die nördlich liegende Ortslage Düsselerhöhe dominierte westlich der L 74.
Bis 1974 gehörte das Gebiet um die Kirchenhöhe zu Wülfrath, Gemarkung Unterdüssel.